# Premijer liga Bosne i Hercegovine
Premijer liga Bosne i Hercegovine – najwyższa w hierarchii klasa męskich ligowych rozgrywek piłkarskich w Bośni i Hercegowinie, będąca jednocześnie najwyższym szczeblem centralnym (I poziom ligowy), utworzona w 1994 roku i od samego początku zarządzana przez Związek Piłkarski Bośni i Hercegowiny (N/FSBiH). Zmagania w jej ramach toczą się cyklicznie (co sezon) i przeznaczone są dla 12 najlepszych krajowych klubów piłkarskich. Jej triumfator zostaje Mistrzem Bośni i Hercegowiny, zaś najsłabsze drużyny są relegowane do I liga Bośni i Hercegowiny (II bośniackiej ligi Bośni i Hercegowiny) i I liga Republiki Serbskiej (II serbskiej ligi Bośni i Hercegowiny).

## Historia
Mistrzostwa Bośni i Hercegowiny w piłce nożnej rozgrywane są od 1920 roku jako nieoficjalne, a od 1923 w składzie połączonej Jugosławii.
Po upadku SFR Jugosławii w 1991 roku proklamowano niepodległość Bośni i Hercegowiny. Sezony 1992/93 i 1993/94 nie odbyły się z powodu wojny w Bośni. W tym czasie FK Borac Banja Luka występował w 1. lidze jugosłowiańskiej. Wtedy też wielu bośniackich piłkarzy uciekało za granicę, a wśród nich Hasan Salihamidžić, który Velež Mostar zamienił na Hamburger SV. W sezonie 1993/94 kluby Chorwatów bośniackich utworzyły własną ligę, którą wygrał zespół NK Široki Brijeg, jednak jej wyniki uznane zostały za nieoficjalne. W sezonie 1994/1995 po raz pierwszy startowała Prva nogometna liga Bosne i Hercegovine. Od 1994 istniały 3 ligi: Bośniaków, Chorwatów bośniackich i Serbów bośniackich, jednak mistrzem kraju aż do 1999 zostawał najlepszy zespół pierwszej z wymienionych. W sezonie 1999/2000 mistrzem Bośni i Hercegowiny zostawał zwycięzca play-offów rozgrywanych wśród najlepszych drużyn z lig bośniackiej i Chorwatów bośniackich. W następnym sezonie 2000/01 obie te ligi połączyły się w Premijer ligi Bośni i Hercegowiny' i zwycięzca tych rozgrywek zdobywał mistrzostwo kraju. W sezonie 2002/03 do tej ligi dołączyły się także kluby Serbów bośniackich i dopiero od tego momentu istnieje jedna liga skupiające najlepsze kluby wszystkich głównych nacji w Bośni i Hercegowinie.

## System rozgrywek
Obecny format ligi zakładający podziału rozgrywek na rundy obowiązuje od sezonu 2015/16.
Rozgrywki składają się z 22 kolejek spotkań rozgrywanych pomiędzy drużynami systemem kołowym. Każda para drużyn rozgrywa ze sobą dwa mecze – jeden w roli gospodarza, drugi jako goście. Po dwóch rundach rozgrywek zespoły z miejsc 1-6 walczą w trzeciej rundzie o mistrzostwo i europejskie puchary, a zespoły z miejsc 7-12 o utrzymanie w lidze. Pierwsza szóstka rozgrywa ze sobą mecze – u siebie oraz na wyjeździe. Dolna szóstka również rozgrywa ze sobą mecze – u siebie oraz na wyjeździe. Od sezonu 2015/16 w lidze występuje 12 zespołów. W przeszłości liczba ta wynosiła od 16 do 22. Każda drużyna otrzymuje 3 punkty za zwycięstwo, 1 za remis oraz 0 za porażkę.
Zajęcie pierwszego miejsca po ostatniej kolejce spotkań oznacza zdobycie tytułu Mistrzów Bośni i Hercegowiny w piłce nożnej. Mistrz Bośni i Hercegowiny kwalifikuje się do eliminacji Ligi Mistrzów UEFA. Druga oraz trzecia drużyna zdobywają możliwość gry w Lidze Europy UEFA. Również zwycięzca Pucharu Bośni i Hercegowiny startuje w eliminacjach do Ligi Europy lub, w przypadku, w którym zdobywca krajowego pucharu zajmie pierwsze miejsce w lidze – możliwość gry w eliminacjach do Ligi Europy otrzymuje również czwarta drużyna klasyfikacji końcowej. Zajęcie 2 ostatnich miejsc wiąże się ze spadkiem drużyn do I ligi Bośni i Hercegowiny i I ligi Republiki Serbskiej.
W przypadku zdobycia tej samej liczby punktów, klasyfikacja końcowa ustalana jest na podstawie wyniku dwumeczu pomiędzy drużynami, w następnej kolejności, w przypadku remisu – na podstawie różnicy bramek w pojedynku bezpośrednim, następnie na podstawie ogólnego bilansu bramkowego osiągniętego w sezonie, większej liczby bramek zdobytych oraz w ostateczności za pomocą losowania.

## Skład ligi w sezonie 2025/26
| Uczestnicy poprzedniej edycji | Uczestnicy poprzedniej edycji | Uczestnicy poprzedniej edycji | Uczestnicy poprzedniej edycji |
| --- | ----------------------------- | ----------------------------- | ----------------------------- |
| ZRI | Zrinjski Mostar               | Mostar                        | 1                             |
| BBL | Borac Banja Luka              | Banja Luka                    | 2                             |
| SAR | FK Sarajevo                   | Sarajewo                      | 3                             |
| ŽEL | FK Željezničar                | Sarajewo                      | 4                             |
| NSB | NK Široki Brijeg              | Široki Brijeg                 | 5                             |
| SDO | Sloga Doboj                   | Doboj                         | 6                             |
| VEL | Velež Mostar                  | Mostar                        | 7                             |
| RAB | Radnik Bijeljina              | Bijeljina                     | 8                             |
| NPO | NK Posušje                    | Posušje                       | 9                             |
| Spadek z Premijer liga Bosne i Hercegovine 2024/25                                                                                                |                               |                               |                               |
| IKO | Igman Konjic                  | Konjic                        | 10                            |
| GŠK | GOŠK                          | Gabela                        | 11                            |
| SLT | Sloboda Tuzla                 | Tuzla                         | 12                            |
| Awans z I ligi Federacji Bośni i Hercegowiny 2021/22                                                                                              |                               |                               |                               |
| - | brak                          |                               |                               |
| Awans z I ligi Republiki Serbskiej 2024/25 |                               |                               |                               |
| RUP | Rudar Prijedor                | Prijedor                      | 3                             |
| Oznaczenia: - kolumna pierwsza – skróty nazw drużyn, - kolumna trzecia – siedziba klubu, - kolumna czwarta – miejsce zajęte w poprzednim sezonie. |                               |                               |                               |

## Statystyka

### Tabela medalowa
Mistrzostwo Bośni i Hercegowiny zostało do tej pory zdobyte przez 9 różnych drużyn. 7 z nich zostało mistrzami od wprowadzenia obecnych zasad rozgrywek od sezonu 2000/01.
Stan po sezonie 2023/24.
| Lp. | Klub             | Miejsca na podium | Miejsca na podium | Miejsca na podium | Zwycięskie sezony                           |   |   |                                                                        |
| --- | ---------------- | ----------------- | ----------------- | ----------------- | ------------------------------------------- | - | - | ---------------------------------------------------------------------- |
| Lp. | Klub             | 1.                | Zrinjski Mostar   | 8                 | Zwycięskie sezony                           | 4 | 2 | 2004/05, 2008/09, 2013/14, 2015/16, 2016/17, 2017/18, 2021/22, 2022/23 |
| 2.  | FK Željezničar   | 5                 | 7                 | 2                 | 2000/01, 2001/02, 2009/10, 2011/12, 2012/13 |   |   |                                                                        |
| 3.  | FK Sarajevo      | 4                 | 4                 | 6                 | 2006/07, 2014/15, 2018/19, 2019/20          |   |   |                                                                        |
| 4.  | Borac Banja Luka | 3                 | 1                 | 4                 | 2010/11, 2020/21, 2023/24                   |   |   |                                                                        |
| 5.  | NK Široki Brijeg | 2                 | 5                 | 3                 | 2003/04, 2005/06                            |   |   |                                                                        |
| 6.  | Leotar Trebinje  | 1                 | 0                 | 0                 | 2002/03                                     |   |   |                                                                        |
| 6.  | Modriča Maxima   | 1                 | 0                 | 0                 | 2007/08                                     |   |   |                                                                        |
| 8.  | Brotnjo Čitluk   | 0                 | 1                 | 1                 |                                             |   |   |                                                                        |
| 8.  | Slavija Sarajewo | 0                 | 1                 | 1                 |                                             |   |   |                                                                        |
| 8.  | Sloboda Tuzla    | 0                 | 1                 | 1                 |                                             |   |   |                                                                        |
| 11. | FK Tuzla City    | 0                 | 1                 | 0                 |                                             |   |   |                                                                        |
| 12. | Velež Mostar     | 0                 | 0                 | 2                 |                                             |   |   |                                                                        |
| 13. | Čelik Zenica     | 0                 | 0                 | 1                 |                                             |   |   |                                                                        |